# Nas sombras do amanhã
Nas sombras do amanhã: diagnóstico da enfermidade espiritual do nosso tempo (em holandês: In de schaduwen van morgen: een diagnose van het geestelijk lijden van onzen tijd door) é um livro escrito pelo historiador holandês Johan Huizinga, publicado originalmente em 1935. Escrito dois anos após a ascensão dos nazistas, se tratava de um texto altamente polêmico, elaborando uma análise pessimista da cultura de massa contemporânea. Esta obra consagrou o autor, juntamente com a publicação de Homo Ludens em 1938, como um expoente nas reflexões sobre a cultura na civilização europeia de seu tempo.

## Traduções
Para o português
- Nas sombras do amanhã: diagnóstico da enfermidade espiritual do nosso tempo. São Paulo: Saraiva & C., 1946.

Para o inglês
- In the shadow of tomorrow: a diagnosis of the spiritual ills of our time. Nova York:  W.W. Norton & Company, 1936.

Para o espanhol
- Entre las sombras del mañana: diagnóstico de la enfermedad cultural de nuestro tiempo. Barcelona: Ediciones Península, 2007.